# Jean Dannet

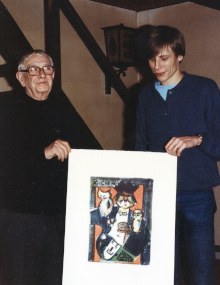
Jean Dannet und der Lithograf Philippe Ferey mit “Le magicien”

Jean Dannet (* 2. April 1912 in Honfleur; † 15. Juli 1997 in Beuzeville) war ein französischer Maler, Schauspieler und Chansonnier.

## Biografie
Seine Eltern, der Maler Henry Dannet (1886–1946) und seine Ehefrau Marguerite geborene Lescuyer (1885–1974), wohnten für kurze Zeit in der rue des Frênes in Honfleur, wo Jean Marcel Dannet 1912 geboren wurde. Von 1915 bis 1929 lebte die Familie in Saint-Mards-de-Blacarville. Henry Dannet machte seinen Sohn mit Malern wie René Sautin, Albert Lebourg, Robert Antoine Pinchon, Georges Bradberry, Michel Fréchon, Narcisse Guilbert, Narcisse Hénocque, Magdeleine Hue, Paul-Émile Pissarro, Paul-Elie Gernez und Marcel Delaunay bekannt, verbot ihm aber das Malen. Jean verbringt viel Zeit mit seinem Vetter Lescuyer aus Rouen, dem Chansonnier René Dorin oder dem Journalisten und Romanautor Georges de La Fouchardière.
1929 fing er heimlich an zu malen. Er verließ dann sein Elternhaus und arbeitete als Lagerist in Lisieux und später als Zeichner in einer Möbelfabrik und schließlich als Lehrling eines Geometers. In der Weltwirtschaftskrise verlor sein Vater Henry Dannet sein Vermögen, musste das Haus in Saint-Germain-Village verkaufen und zog ebenfalls nach Lisieux. 1930 zog Dannet in das elterliche Haus. Henry Dannet malte, während seine Frau Marguerite ein Geschäft mit Elfenbein und Schokolade führte.
Von Februar 1934 bis Februar 1935 diente Jean Dannet als Soldat im 6e régiment de tirailleurs algériens, erst in Tlemcen, später in Oran. Dort nahm er an einer geologischen Expedition teil, die ihn nach Hoggar und Boufarik, später nach El Golea und In Salah und auf die Hochebene von Tademaït führte. Ohne jemals aufzuhören zu malen, lebt er nach seiner Rückkehr von Gelegenheitsarbeiten im Calvados (Orbec, Caen). Später  lebte er in Paris, wo er Schauspielkurse bei Georges Vitray und Lucien Nat am Théâtre Montparnasse besuchte. 1937 wohnte er in Montparnasse bei Marie Vassilieff. Über sie erhielt er Zugang zum Kubismus. Er traf dort mit Tsugouharu Foujita, Georges Braque, Othon Friesz, Moïse Kisling und San Yu zusammen.
Diese Zeit wurde geprägt von seinen Anfängen im Kino, im Kabarett und im Theater. Prägend wird auch die Freundschaft mit Gen Paul. Motive seiner Malerei sind in dieser Zeit vor allem Muscheln, Fische, Algen und Korallen.
Nach dem Zweiten Weltkrieg lebte Jean Dannet in Paris. 1946 lebte und malte er während vier Monaten im Haus von Honoré Daumier in Valmondois, wo er als Museumswächter beschäftigt war. Während seine ersten Ausstellungen in Paris und in Cannes nur ein kleines Publikum interessierten, markiert seine Aufnahme  durch André Goupil in Rouen in die Galerie de la Cour d’Albane den Beginn seiner Anerkennung als Maler. 1955 erwarb ein Galerist aus San Francisco eine größere Anzahl seiner Gemälde. 1956 bis 1958 besuchte er die Académie de la Grande Chaumière, um sich in der Malerei weiterzubilden.
Dort begegnet er im Kreis um Yves Brayer und Édouard Georges Mac-Avoy seiner späteren Frau, der Malerin Marie-Thérèse Jambu (Maïté). 1962 zog das Paar nach Beuzeville (Eure), Dannet behielt aber sein Atelier in Paris.
Montmartre-Motive, Zirkusszenen, Jahrmärkte, normannische Landschaften und Stillleben bleiben seine bevorzugten Sujets. Dank seiner internationalen Bekanntheit unternahm er zahlreiche Reisen, darunter nach Luxemburg, Deutschland, England, Schottland und Italien. Ab 1967 reiste er viermal nach Japan, Reisen, die ihn zu Gemälden inspirierten. L'église Ivan-III à Moscou, La double réfraction la nuit sur le lac Baïkal, La ville de Khabarovsk sur l’Amur, L’arc-en-ciel sur l’Ob, La Taïga sibérienne, Le port de Nakhodka, Les masques Nō, Izu etc.
1987 gab Jean Dannet bekannt, wegen gesundheitlicher Probleme nicht mehr malen zu wollen. Ab 1992 gab er die Malerei endgültig auf und führte nur noch vereinzelt Ergänzungen an unvollendeten Werken aus.

## Theater
- Sänger im Kabarett von Roger Toziny La vache enragée, Winter 1937–1938.
- Arden de Feversham von Henri-René Lenormand nach einem Drama von 1592 (möglicherweise ein Apokryph von William Shakespeare), inszeniert von Gaston Baty, mit Georges Vitray, Marguerite Jamois, Lucien Nat, Teddy Bilis, Théâtre Montparnasse, 1938–1939; Rolle:  le saltimbanque.
- Occupons-nous, Revue von René Dorin und Georges Merry, mit Béatrix Dussane und Colette Brosset, Théâtre des Nouveautés anschließend Bobino, 1940–1941; Rolle: der Gendarm.
- Échec à Don Juan von Claude-André Puget, inszeniert von Alice Cocéa, mit Sylvie, André Luguet und Jean Parédès, Théâtre des Ambassadeurs, 1941.
- Coups de roulis, Operette von Albert Willemetz (Libretto) und André Messager (Musik), inszeniert von Lucien Darlouis, mit Jacqueline Francell, Théâtre Marigny, 1942–1943; Rolle: Blangy.
- L’honorable Monsieur Pepys von Georges Couturier, inszeniert von André Barsacq, mit Jean Davy, Théâtre de l’Atelier, 1943; Rolle: Will.
- L’annonce faite à Marie von Paul Claudel, Inszenierung und Interpretation von Pierre Bertin, Théâtre des Célestins, Lyon, 1944; Rolle: le maître d’œuvre.
- Clochemerle, Fantaisie in drei Akten von Raymond Souplex nach Gabriel Chevallier, inszeniert von André Dangelys, mit Robert Allard et Nina Myral, Casino Montparnasse, 1945; Rolle: Futaine.
- Der trojanische Krieg findet nicht statt von Jean Giraudoux, inszeniert von Louis Jouvet, Tournée Karsenty-Herbert, Oktober–November 1947.
- Domino von Marcel Achard, Théâtre de la Potinière, mit Blanchette Brunoy, Januar–Mai 1948.
- Revue d’octobre, Théâtre des 2 Ânes, Oktober 1948; Rolle: Partner des Chansonniers Jacques Grello
- L’Amant de paille von Marc-Gilbert Sauvajon, les tournées Alexandre, mit Jacqueline Chambord, 1949; Rolle: Gaston Sarrazin de Fontenoy, der getäuschte Ehemann
- Casino de Cannes, 1950 : Sketche und Imitationen
- Cabaret Milord l’Arsouille, Paris, 1952 : Sketche.
- Les Poulains de la Galette, Caveau de la République, Paris, Mai 1950; Rolle: monologisierender Dichter

## Film
- 1937: La Tour de Nesle von Gaston Roudès, mit Jean Weber und Tania Fédor
- 1942: Signé illisible von Christian Chamborant, mit Gaby Sylvia, Fernand Charpin und Christian-Gérard
- 1950: Plus de vacances pour le Bon Dieu von Robert Vernay, mit Pierre Larquey, Sabine André und Daniel Ivernel

## Eigene Ausstellungen
- Galerie Raymond Duncan, Paris, 1948.
- Gallia Club, Cannes, 1949, 1951.
- Galerie de la Cour d’Albane, rue Saint-Romain, Rouen, février 1955.
- Magasin des Abeilles, Pont-Audemer, 1957.
- Galerie Le Nombre d’Or, rue de Laborde, Paris, 1957, 1958, 1960.
- Galerie de Paris, Paris, 1960, 1961.
- Galerie Potterat, Lausanne, à partir d’octobre 1962.
- Galerie Espace, rue de Miromesnil, Paris, 1963.
- Galerie Paul Brück, Luxemburg,  1964.
- Œuvres du peintre français Dannet, Distelheim Galeries, Chicago, 1964, 1972.
- Galerie Trudd, Köln, décembre 1964, novembre 1965.
- Jean Dannet - Natures mortes, cirques, paysages bretons..., Galerie Montmorency,  Paris, 1965.
- Herter Gallery, Miami, janvier-février 1966, 1968, 1974, 1976.
- Galerie San Rui Do, Tokio, avril 1967, 1968.
- Galerie Vendôme, rue de la Paix, Paris, février 1970, 1974, avril 1975, décembre 1976, 1979.
- Galerie du Grand Cerf, Évreux, juin 1970.
- Dover Street Gallery, London, 1970.
- Galerie Shimbi, Tokyo, septembre-octobre 1970, 1972, février 1973..
- Galerie des Champs-Élysées, Paris, 1971.
- Berkowicz Gallery, Los Angeles, 1972.
- Distelheim Galeries, New York, 1973.
- Galerie Rollin, Rouen, février-mars 1974, novembre 1975, octobre 1977.
- Club international du droit et de l’économie,  Paris, avril 1974.
- Jean Dannet et Maïté Jambu, Galerie Bouissonnié, Beuzeville, juillet 1974.
- Asahi Gallery, Tokio, 1975.
- Awazu Gallery, Tokio, 1976.
- Rétrospective Jean Dannet, Barentin, septembre-octobre 1977[2].
- Galerie Drouant, Paris, de 1980 à 1986.
- Expositions estivales en l’atelier de l’artiste, Les Zerbes, Beuzeville, de 1981 à 1986[3].
- Vente de l’atelier Jean Dannet, Hôtel des ventes des Carmes, Rouen, 20 décembre 1997.

Außerdem hat er von 1950 bis 2013 an mehreren Gruppenausstellungen vor allem in Frankreich teilgenommen.

## Auszeichnungen
- Großer Preis des Salon des peintres rouennais, 1986.

## Bibliographie
- Marcel Sauvage, Jean Dannet, Éditions Galerie Le Nombre d’or, 1960.
- Marcel Sauvage, Jean Dannet, Éditions Galerie Espace, 1963.
- Marcel Sauvage, Jean Dannet, Éditions Fernandez, 1972.
- Robert Évreux et Jean Marc, Jean Dannet, ce peintre méconnu, Éditions des Amateurs rouennais d’art, 1992.
- S.C.P. Wemaëre - de Beaupuis, Jean Dannet, 1912-1997, catalogue de la vente de l’atelier Jean Dannet, Rouen, 1997.
- Bénézit
  - Emmanuel Bénézit, Dictionnaire des peintres, sculpteurs, dessinateurs et graveurs, Gründ, 1999.
  - (en) « Jean Dannet », extrait de la notice dans le dictionnaire Bénézit , sur Oxford Art Online, 2011, ISBN 978-0-19-977378-7